# Rudolf Ochoński
Rudolf Stanisław Ochoński vel Kurnik, ps. Lech (ur. 17 kwietnia 1896 w Krakowie, zm. po 1937) – kapitan piechoty Wojska Polskiego, działacz niepodległościowy, kawaler Orderu Virtuti Militari.

## Życiorys
Urodził się 17 kwietnia 1896 w Krakowie, w rodzinie Józefa i Rozalii z Legutków. Był bratem Leona Józefa (1894–1963), żołnierza 1 pułku piechoty Legionów Polskich, odznaczonego Krzyżem Niepodległości, Kazimierza (1901–1919) i Florentyny Zofii (ur. 1898), urzędniczki kancelaryjnej. W roku szkolnym 1913/1914 ukończył klasę VI w c. k. Filii Gimnazjum św. Jacka w Krakowie.
8 sierpnia 1914 wstąpił do oddziałów strzeleckich i został przydzielony do 12 kompanii (późniejszej 1 kompanii V batalionu 7 pułku piechoty, a następnie III batalionu 5 pułku piechoty I Brygady Legionów Polskich). Wziął udział w walkach kompanii z wyjątkiem okresu od listopada 1915 do kwietnia 1916, kiedy chorował (początkowo leczył się w szpitalu epidemicznym w Wadowicach, a następnie w Domu Rekonwalescentów Polskich Legionów w Kamieńsku). Wyróżnił się w październiku 1915 w bitwie pod Kuklami. 25 września 1917, po kryzysie przysięgowym, został wcielony do armii austro-węgierskiej i wysłany na front włoski.
W lipcu 1918 „opuścił szeregi wojska austriackiego”, wrócił do Małopolski Wschodniej i wstąpił do Polskiej Organizacji Wojskowej. W listopadzie 1918 pełnił funkcję komendanta placu w Samborze. Na wojnie z Ukraińcami walczył w szeregach 5 pułk piechoty Legionów. 18 marca 1919 jako podoficer byłych Legionów Polskich został mianowany z dniem 1 marca 1919 podporucznikiem piechoty z równoczesnym przeniesieniem do 2 pułku piechoty Legionów. W 1919 został przeniesiony do 54 pułku piechoty i przydzielony do Dowództwa Okręgu Generalnego Lwów. 1 czerwca 1921 pełnił służbę w Szpitalu nr 5 we Lwowie, a jego oddziałem macierzystym był 5 pułk piechoty Legionów. 3 maja 1922 został zweryfikowany w stopniu porucznika ze starszeństwem od 1 czerwca 1919 i 148. lokatą w korpusie oficerów piechoty. Później został przeniesiony do 49 pułku piechoty w Kołomyi. 31 marca 1924 prezydent RP nadał mu stopień kapitana ze starszeństwem z dnia 1 lipca 1923 i 112. lokatą w korpusie oficerów piechoty. Z dniem 30 kwietnia 1930 został przeniesiony w stan spoczynku w związku ze „stwierdzoną przez komisję superrewizyjną utratą zdolności fizycznej”. W 1934, jako oficer stanu spoczynku pozostawał w ewidencji Powiatowej Komendy Uzupełnień Nowy Targ. Posiadał przydział do Oficerskiej Kadry Okręgowej Nr V. Był wówczas „w dyspozycji dowódcy Okręgu Korpusu Nr VII”. W latach 30. XX w. mieszkał w Zakopanem-Chramcówkach, w willi „Tatry”. Należał do Związku Legionistów Polskich. Z powodu zaawansowanej gruźlicy nie pracował, utrzymując się z emerytury.
Był żonaty, dzieci nie miał.

## Ordery i odznaczenia
- Krzyż Srebrny Orderu Wojskowego Virtuti Militari nr 6593 – 17 maja 1922[23][24][4][25]
- Krzyż Niepodległości – 13 września 1933 „za pracę w dziele odzyskania niepodległości”[26]
- Krzyż Walecznych dwukrotnie – 16 września 1922 „za udział w b. Legionach Polskich”[27][4]
- Medal Pamiątkowy za Wojnę 1918–1921[4]
- Medal Dziesięciolecia Odzyskanej Niepodległości[4]
- Odznaka „Za wierną służbę”[4] – 6 sierpnia 1916
- Gwiazda Przemyśla[4]
- Odznaka pamiątkowa „Orlęta”[4]